# 윤명노
윤명노(尹明老, 1934년 7월 8일~2022년 8월 1일)는 대한민국의 정치인이다. 제35·36대 경기 양주군수를 역임했다.

## 경력
- 1995.07 ~ 1998.06 제35대 경기도 양주군수
- 1998.07 ~ 2002.06 제36대 경기도 양주군수
- 1999 한나라당 탈당·새정치국민회의 입당

## 역대 선거 결과
|  | 32.36% |

|  | 46.80% |

|  | 48.43% |